# Yingying Duan
Duan Yingying (nacido el 3 de junio de 1989 en Tianjin) es una extenista profesional de China juega en el Circuito Femenino de la ITF. Su mejor clasificación en la WTA ha sido la número 60 del mundo, en abril de 2017. En dobles alcanzó la posición número 30 del mundo, en junio de 2019, tras llegar a la final de Roland Garros junto con su compatriota Saisai Zheng. Hasta la fecha, ha ganado un título en individuales y 2 de dobles a nivel WTA y 11 individuales y un títulos de dobles en el ITF tour.

## Torneos de Grand Slam

### Dobles

#### Finalista (1)
| Año  | Torneo        | Pareja       | Oponentes en la final           | Resultado en final |
| 2019 | Roland Garros | Saisai Zheng | Tímea Babos Kristina Mladenovic | 2-6, 3-6           |

## Títulos WTA (4; 1+3)

### Individual (1)
| Leyenda                    |
| -------------------------- |
| Grand Slam (0)             |
| Juegos Olímpicos (0)       |
| WTA Tour Championships (0) |
| Premier Mandatory (0)      |
| Premier 5 (0)              |
| Premier (0)                |
| International (1)          |

| N.º | Fecha               | Torneo   | Superficie | Oponente en la final | Resultado     |
| --- | ------------------- | -------- | ---------- | -------------------- | ------------- |
| 1.  | 7 de agosto de 2016 | Nanchang | Dura       | Vania King           | 1-6, 6-4, 6-2 |

### Dobles (3)
| Leyenda                    |
| -------------------------- |
| Grand Slam (0)             |
| Juegos Olímpicos (0)       |
| WTA Tour Championships (0) |
| WTA Elite Trophy (1)       |
| Premier Mandatory (0)      |
| Premier 5 (1)              |
| Premier (0)                |
| International (1)          |

| N.º | Fecha                    | Torneo       | Superficie | Pareja               | Oponentes en la final          | Resultado      |
| --- | ------------------------ | ------------ | ---------- | -------------------- | ------------------------------ | -------------- |
| 1.  | 5 de noviembre de 2017   | Elite Trophy | Dura (i)   | Xinyun Han           | Lu Jingjing Shuai Zhang        | 6-2, 6-1       |
| 2.  | 4 de febrero de 2018     | Taipéi       | Dura (i)   | Yafan Wang           | Nao Hibino Oksana Kalashnikova | 7-6(4), 7-6(5) |
| 3.  | 28 de septiembre de 2019 | Wuhan        | Dura       | Veronika Kudermétova | Elise Mertens Aryna Sabalenka  | 7-6(3), 6-2    |

#### Finalista (5)
| N.º | Fecha                 | Torneo        | Superficie    | Pareja          | Oponentes en la final                 | Resultado        |
| --- | --------------------- | ------------- | ------------- | --------------- | ------------------------------------- | ---------------- |
| 1.  | 5 de enero de 2019    | Shenzhen      | Dura          | Renata Voráčová | Shuai Peng Zhaoxuan Yang              | 4-6, 3-6         |
| 2.  | 25 de mayo de 2019    | Estrasburgo   | Tierra batida | Xinyun Han      | Daria Gavrilova Ellen Perez           | 4-6, 3-6         |
| 3.  | 9 de junio de 2019    | Roland Garros | Tierra batida | Saisai Zheng    | Tímea Babos Kristina Mladenovic       | 2-6, 3-6         |
| 4.  | 27 de octubre de 2019 | Elite Trophy  | Dura (i)      | Zhaoxuan Yang   | Lyudmyla Kichenok Andreja Klepač      | 3-6, 3-6         |
| 5.  | 11 de enero de 2020   | Shenzhen      | Dura          | Saisai Zheng    | Barbora Krejčíková Kateřina Siniaková | 2-6, 6-3, [4-10] |

## Títulos ITF

### Individual (10)
| Torneos de $100 000 |
| Torneos de $75 000  |
| Torneos de $50 000  |
| Torneos de $25 000  |
| Torneos de $15 000  |
| Torneos de $10 000  |

| N.º | Fecha                 | Torneo                    | Superficie | Oponentes        | Resultado        |
| --- | --------------------- | ------------------------- | ---------- | ---------------- | ---------------- |
| 1.  | 9 de febrero de 2009  | Jiangmen, China           | Dura       | Yanze Xie        | 6-2, 6-4         |
| 2.  | 25 de mayo de 2009    | Nueva Delhi, India        | Dura       | Keren Shlomo     | 6-3, 6-4         |
| 3.  | 29 de marzo de 2010   | Nankín, China             | Dura       | Wan-Ting Liu     | 6-4, 7-6(6)      |
| 4.  | 28 de junio de 2010   | Hefei , China             | Dura       | Saisai Zheng     | 6-3, 6-4         |
| 5.  | 27 de febrero de 2012 | Wellington, Nueva Zelanda | Dura       | Sandra Zaniewska | 6-1, 6-4         |
| 6.  | 21 de mayo de 2012    | Changwon, Corea           | Dura       | Ling Zhang       | 6-4, 6-3         |
| 7.  | 28 de mayo de 2012    | Gimcheon, Corea           | Dura       | Chanel Simmonds  | 6-2, 6-1         |
| 8.  | 18 de junio de 2012   | Goyang, Corea             | Dura       | Ling Zhang       | 6-3, 6-3         |
| 9.  | 26 de mayo de 2013    | Goyang, Corea             | Dura       | Fangzhou Liu     | 6-3, 6-4         |
| 10. | 23 de junio de 2014   | Xi'an, China              | Dura       | Lin Zhu          | 4-6, 7-6(9), 6-4 |